# Militärgeschichtliches Forschungsamt
Das Militärgeschichtliche Forschungsamt (MGFA) der Bundeswehr war das größte historische Institut in Deutschland. Als militärische Dienststelle und Einrichtung der Ressortforschung des Bundes betrieb es, im Auftrag des Bundesministeriums der Verteidigung, militärgeschichtliche Forschung. Das MGFA war eine Zentrale Militärische Dienststelle und seit dem 1. Oktober 2000 Teil des damals neu aufgestellten militärischen Organisationsbereichs Streitkräftebasis. Es unterstand truppendienstlich dem Streitkräfteamt. Das Institut wurde am 31. Dezember 2012 formell aufgelöst und ging zusammen mit dem Sozialwissenschaftlichen Institut der Bundeswehr in das am Folgetag neu aufgestellte Zentrum für Militärgeschichte und Sozialwissenschaften der Bundeswehr über.

## Beschreibung
Durch die militärhistorische Grundlagenforschung leistete das MGFA einen Beitrag für die historische Bildung in den Streitkräften und stellte Expertisen für die politische Leitung und militärische Führung sowie für die wissenschaftliche und allgemeine Öffentlichkeit im In- und Ausland bereit. Dazu wendete es die Regeln und Standards der allgemeinen Geschichtswissenschaft an.
Mit der „Abteilung Ausbildung, Information und Fachstudien“ war es direkter Dienstleister für die militärhistorische Aus- und Fortbildung in der Bundeswehr. Schwerpunkte der historischen Forschung waren zuletzt unter anderem die Geschichte des Ersten Weltkriegs – aus Anlass des bevorstehenden 100. Jahrestages des Kriegsausbruchs 1914, Forschungen zur Geschichte der NVA und der Bundeswehr sowie die „Bundeswehr im Einsatz“.
Sitz des Militärgeschichtlichen Forschungsamtes war die Villa Ingenheim in Potsdam. Letzter Amtschef des MGFA war Oberst Hans-Hubertus Mack, der dieses Amt im März 2010 von Oberst Hans Ehlert übernahm.
Das MGFA war Mitglied in der Arbeitsgemeinschaft der Ressortforschungseinrichtungen.

## Geschichte

Erstes Wappen des Militärgeschichtlichen Forschungsamts

Im April 1952 wurde das Referat für Zeitgeschichte im Amt Blank eingerichtet. Am 1. Januar 1957 wurde die Militärgeschichtliche Forschungsstelle in Langenau bei Ulm aufgestellt und am 13. Januar 1958 in Militärgeschichtliches Forschungsamt (MGFA) umbenannt. Im Oktober 1958 wurde es von Langenau nach Freiburg im Breisgau verlegt, wo auch das Bundesarchiv-Militärarchiv seinen Sitz hat.
Im Oktober 1970 begann das Forschungsprojekt „Anfänge westdeutscher Sicherheitspolitik“, gefolgt im Januar 1971 vom Projekt „Das Deutsche Reich und der Zweite Weltkrieg“.
Im Jahr 1978 wurde eine eigenständige Abteilung „Ausbildung, Information, Fachstudien“ (AIF) aufgebaut. 1984 wurde ein Wissenschaftlicher Beirat für das MGFA eingerichtet. Im Jahr 1987 wurde das Luftwaffenmuseums in Uetersen an das MGFA angegliedert.
Am 23. September 1994 wurde das MGFA von Freiburg im Breisgau nach Potsdam in die Villa Ingenheim verlegt, ehemals Sitz des Militärgeschichtlichen Instituts der DDR von 1958 bis 1990 und seit 1990 MGFA-Außenstelle.
1994 wurden das Militärhistorische Museum der Bundeswehr in Dresden und das Luftwaffenmuseums in Berlin-Gatow angegliedert. 2013 fusionierte das MGFA mit dem Sozialwissenschaftlichen Institut der Bundeswehr, in Strausberg, zum Zentrum für Militärgeschichte und Sozialwissenschaften der Bundeswehr (ZMSBw) in Potsdam.

## Leitung
Ein Amtschef und ein „Leitender Historiker“ führten seit 1968 das MGFA gemeinsam. Die Position des Leitenden Historikers war lange Zeit dem Amtschef gleichgestellt; er leitet die Forschungsabteilung und war bis 1994 direkt dem Verteidigungsministerium unterstellt. Diese relative Unabhängigkeit sollte ermöglichen, die Richtlinien der Forschung frei festzulegen. Erster Leiter der Forschungsabteilung wurde Andreas Hillgruber. Sein Nachfolger war kurzzeitig Rainer Wohlfeil. Der Historiker und Jurist Manfred Messerschmidt bekleidete dieses Amt fast zwanzig Jahre ab 1970. Nach ihm übernahm 1988 Wilhelm Deist diese Aufgabe. Er leitete auch die Herausgabe des Sammelwerks „Das Deutsche Reich und der Zweite Weltkrieg“, dessen erster Band 1978 erschien und dessen letzten Band 10 das MGFA im Jahr 2008 veröffentlichte. Der Nachfolger Deists war Hans-Erich Volkmann als Leiter der Abteilung Forschung. Nach seiner Pensionierung im Jahr 2003 wurde diese Stelle mit Beatrice Heuser besetzt, die 2005 mit ihrer Planstelle an die Universität der Bundeswehr München wechselte, wo sie sich bis 2010 für einen Lehrauftrag im Vereinigten Königreich beurlauben ließ. Die Position des Leiters der Forschungsabteilung wurde solange von Oberst Winfried Heinemann kommissarisch wahrgenommen. Am 1. Februar 2009 übernahm Michael Epkenhans die erneut mit B2 besoldete Leitung der Forschungsabteilung. Epkenhans ist Fachmann für die Geschichte des Ersten Weltkriegs mit Schwerpunkt Marinegeschichte. Der letzte Amtschef, Oberst Hans-Hubertus Mack, hatte Erziehungswissenschaften studiert und war mit einer Studie über „Humanistische Geisteshaltung und Bildungsbemühungen am Beispiel von Heinrich Loriti Glarean 1488–1563“ promoviert worden. Vor ihm waren unter anderen so renommierte Militärhistoriker wie Oberst i. G. Hans Meier-Welcker, Kapitän zur See Werner Rahn und Oberst Hans G. Ehlert Amtschef.

### Amtschefs
- 1957–1964: Oberst i. G. Hans Meier-Welcker
- 1964–1969: Oberst i. G. Wolfgang von Groote
- 1969–1972: Oberst i. G. Herbert Schottelius
- 1972–1976: Kapitän zur See Friedrich Forstmeier
- 1976–1985: Oberst i. G. Othmar Hackl
- 1985–1995: Brigadegeneral Günter Roth
- 1995–1997: Kapitän zur See Werner Rahn
- 1997–2001: Oberst i. G. Friedhelm Klein
- 2001–2004: Kapitän zur See Jörg Duppler
- 2004–2010: Oberst Hans Ehlert
- 2010–2012: Oberst Hans-Hubertus Mack

### Leitende Historiker
- 1968–1970 Andreas Hillgruber
- 1970 Rainer Wohlfeil
- 1970–1988 Manfred Messerschmidt
- 1989–1993 Wilhelm Deist (1988/89 kommissarisch)
- 1994–2003 Hans-Erich Volkmann (1993/94 kommissarisch)
- 2003–2005 Beatrice Heuser
- 2005–2008 Bruno Thoß (kommissarisch)
- 2008–2009 Winfried Heinemann (kommissarisch)
- 2009–2012 Michael Epkenhans

### Leiter Abteilung AIF
- 1978–1982: Oberst i. G. Karl-Heinrich Theiß
- 1983–1987: Oberst i. G. Friedhelm Klein
- 1987–1995: Oberst i. G. Roland G. Foerster
- 1995–2001: Kapitän zur See Jörg Duppler
- 2001–2003: Oberst i. G. Hans-Joachim Harder
- 2003–2004: Oberst Hans Ehlert
- 2004–2010: Oberst Hans-Hubertus Mack

## Auftrag
Das Militärgeschichtliche Forschungsamt erforscht die deutsche Militärgeschichte und publiziert die Forschungsergebnisse, bereitet diese pädagogisch-didaktisch auf und stellt sie den Streitkräften als Lehrunterlagen zur Verfügung. Es erarbeitet historische Beiträge für die politische Bildung und die Traditionspflege in den Streitkräften.
Es konzipiert, gestaltet und betreut Wanderausstellungen innerhalb und außerhalb der Bundeswehr und führt Tagungen und Weiterbildungen zur deutschen und internationalen Militärgeschichte durch. Gemäß Weisung des Generalinspekteurs der Bundeswehr vom 19. März 1999 unterstützt das MGFA museumsfachlich den Aufbau von militärgeschichtlichen Sammlungen der Bundeswehr. Dafür sind dem MGFA das Militärhistorische Museum in Dresden als selbstständige militärische Dienststelle mit einer Außenstelle am Flugplatz Berlin-Gatow (seit 2010 dem MHM als Teileinheit zugeordnet) fachlich und truppendienstlich nachgeordnet.
Als laufende Publikationen gab das MGFA die wissenschaftliche Fachzeitschrift Militärgeschichtliche Zeitschrift (MGZ) (ISSN 0026-3826 beim R. Oldenbourg Verlag), die inzwischen auch in einer Online-Version verfügbar ist, die populärwissenschaftliche Zeitschrift Militärgeschichte – Zeitschrift für historische Bildung (ISSN 0940-4163) sowie die monografische Schriftenreihe Beiträge zur Militärgeschichte heraus.
Die Wegweiser zur Geschichte bieten historisches, politisches und kulturelles Orientierungswissen über Krisenregionen. Bisher liegen Bände über Afghanistan, Bosnien-Herzegowina, das Horn von Afrika, den Kaukasus, das Kosovo, Kongo, den Nahen Osten, den Sudan, Nordafrika, Horn von Afrika, Pakistan und Usbekistan, teilweise in einer 3. überarbeiteten Auflage vor. Eine Überblicksdarstellung zu den Auslandseinsätzen der Bundeswehr ergänzt die Reihe. Sie richtet sich an Soldaten im Auslandseinsatz und soll zur einsatzvorbereitenden Ausbildung der Streitkräfte beitragen.
Ein weiteres Aufgabenfeld ist die Bearbeitung von Anfragen aus den Streitkräften, der Wissenschaft und der interessierten Öffentlichkeit zur deutschen Militärgeschichte, sowie die Erarbeitung militärhistorischer Studien und Gutachten für das Bundesministerium der Verteidigung und anderen Bundes- und Landesbehörden. Zudem unterstützt es Dienststellen der Bundeswehr bei der Vorbereitung historischer Geländebesprechungen und kriegsgeschichtlicher Beispiele.
Es werden Forschungsergebnisse veröffentlicht. Dazu gehört die Reihe Operationen des Zweiten Weltkrieges:

Band 1: Hans-Martin Ottmer: »Weserübung«. Der deutsche Angriff auf Dänemark und Norwegen im April 1940

Band 2: Karl-Heinz Frieser: »Blitzkriegslegende«. Der Westfeldzug 1940

## Forschungsschwerpunkte
Nach dem Wechsel der Führung zu Mack und Epkenhans wurden die Forschungsschwerpunkte neu konzipiert. Der Schwerpunkt „Bundeswehr im Einsatz“ befasst sich mit der Umgestaltung der Bundeswehr seit 1990 und den damit einhergehenden Auslandseinsätzen. Für die Erforschung der Auslandseinsätze und ihr Publizieren bestehen Beschränkungen, weil viele interne Quellen als Verschlusssachen („VS-VERTRAULICH“ oder höher) eingestuft sind. Weitere Forschungsfelder sind der Wandel des Kriegsbildes vom Ende des Kalten Krieges zum Kampf gegen den Terrorismus, die Organisation und innere Entwicklung der Streitkräfte, die Sicherheitsarchitektur im Bündnis sowie verfassungs- und völkerrechtliche Rahmenbedingungen von Einsätzen.

## Organisation
Das MGFA wird als militärische Dienststelle geführt und gliedert sich in zwei wissenschaftliche Abteilungen, die Schriftleitung sowie einen Verwaltungs- und Unterstützungsbereich mit rund 100 Mitarbeiterinnen und Mitarbeitern. Das Forschungsamt unterhält außerdem eine Bibliothek und Fachinformationsstelle, die sowohl den Wissenschaftlern und Gastwissenschaftlern des Amtes als auch allen externen Benutzern offensteht. Die Bibliothek des MGFA bildet mit über 240.000 Bänden und 200 laufend gehaltenen Zeitschriften die größte militärgeschichtliche Spezialbibliothek im deutschsprachigen Raum.
Die Abteilung Forschung gliederte sich bis 2012 in die Fachbereiche „Allgemeine Militärgeschichte bis 1914 und übergreifende Themen“, „Zeitalter der Weltkriege“, „Militärgeschichte der Bundesrepublik“ und „Militärgeschichte der DDR“.
Am MGFA gab es 14 Stellen im Höheren Dienst für beamtete Wissenschaftler bzw. Wissenschaftlerinnen und 24 Stellen für Historikeroffiziere, die habilitiert, promoviert oder Doktoranden waren. Zwei Drittel des wissenschaftlichen Personals arbeitete in der Abteilung Forschung, ein Drittel in der Abteilung Ausbildung, Information und Fachstudien (AIF).

## Anfragen
Im Rahmen freier Kapazitäten beantwortete das Militärgeschichtliche Forschungsamt Anfragen von Privatpersonen und Medien zur deutschen Militärgeschichte. Die Anfragen umfassten ein breites Spektrum, zum Beispiel die Verifizierung der Einsatzräume von Truppenteilen sowie von Luftangriffen auf die Zivilbevölkerung, Unterstützung von Forschungs- und Ausstellungsvorhaben innerhalb und außerhalb der Bundeswehr sowie Auskünfte zur Heereskunde einschließlich Uniformkunde. Jährlich wurden bis zu 2500 Auskünfte erteilt.

## Archiv
Das Militärgeschichtliche Forschungsamt verfügte an seinem Standort in Potsdam über kein eigenes Archiv. Für seine Arbeit war es deshalb auf die Bestände des Bundesarchiv-Militärarchivs (BArch-MA) in Freiburg im Breisgau angewiesen. Das BArch-MA wurde 1968 in Freiburg neu aufgestellt und übernahm danach die durch die USA, Großbritannien und Frankreich an das MGFA zurückgegebenen militärischen Akten, die diese im Zweiten Weltkrieg erbeutet hatten. Das MGFA wurde 1957 in Langenau bei Ulm gegründet, 1958 nach Freiburg und nach der Wiedervereinigung Deutschlands 1994 nach Potsdam verlegt.